# Nemotelus latemarginatus
Nemotelus latemarginatus är en tvåvingeart som beskrevs av Pleske 1937. Nemotelus latemarginatus ingår i släktet Nemotelus och familjen vapenflugor. Inga underarter finns listade i Catalogue of Life.